# Joventut Valencianista (1992)
Joventut Valencianista va ser una organització juvenil fundada en gener de 1992, entre d'altres, per joves provinents del sector nacionalista de Joventut Nacionalista Valenciana, les joventuts del partit regionalista Unió Valenciana. Tot i que a desembre de 1992 el president de les Joventuts d'Unió Valenciana, entregaria a Carmel Roda com a representant de l'entitat un premi en reconeixement de la seua activitat, en novembre de 1993 dirigents provinents d'aquell partit (amb Vicent Flor al capdavant) serien expulsats d'Unió Valenciana per portar a terme una política nacionalista, sobiranista i dialogant amb els sectors fusteranistes del nacionalisme valencià. L'aleshores president del partit, Vicent González Lizondo, va dir d'ells que eren la Herri Batasuna valenciana. Açò va significar la pràctica desaparició de les Joventuts d'Unió Valenciana.
Amb l'arribada d'Hèctor Villalba a la presidència d'Unió Valenciana, es va produir un acostament entre el partit i la Joventut Valencianista, on si bé mai van ser readmesos, sí que arribaren a participar com a associació integrada a UV des de principis de 1999, fins a la defenestració de Villalba pocs mesos després. Al congrés de Piles, es van defensar dos ponències, una defensada per Vicent Flor, Lluís Bertomeu i Vicent Forment, que guanyaria i que defensava una convergència amb altres sectors nacionalistes valencians, i una altra, defensada per Felip Bens i Andreu Tintorer, defensant que el grup no devia encetar encara eixe procés.
L'any 2000, La Joventut Valencianista es trencaria quan Lluís Bertomeu ingressa al Partit Popular. Pel que fa a altres membres de l'organització, gent com Vicent Flor, Natxo Bellido, Clara Ferrando o Vicent Forment, entrarien al Bloc Nacionalista Valencià (també Pere Palés, que l'abandonaria poc després) mentre que Felip Bens i Andreu Tintorer es dedicarien a tasques en l'àmbit de la cultura, des de posicions properes al secessionisme lingüístic. La majoria de membres no formaria part de cap partit polític.